# تاريخ الأدوية
تاريخ الأدوية (بالإنجليزية: A History of Medicine)‏ هو كتابٌ للإسكتلندي الجراح  دوغلاس جوثري، وكان قد نُشر عام 1945 بواسطة توماس نيلسون وأولاده. عندما كانت بدايات الكاتب المسرحي في تدريسه لتاريخ الطب بعد ذلك الوقت تلقت ملاحظات مهمة جدًا.

## المغزى
الهدف من الكتاب على لسان جوثري هو تجميع الأبحاث والإنجازات التاريخية في مرحلة الطب من تاريخ الطبي ل أنحوتب إلى تاريخ ويلياك أولسر من ثم نشره لأشخاص كثيرين وعلى زمن محدد.

## القوائم
بدأت طبعة الكتاب الأولية بنبذة عن نشأة الطب وتتكون من 20 فصل و72 صورة بدايتها باسم نشأة الطب و448 صفحة ونهايته عبارة عن فصل يبين على أهمية الصحافة الطبية.
في البداية أشار معلم جوثري جون كومري الطبيب الإسكتلندي حيث قام بترتيب لموضوع عنوان التاريخ الطبي. قرأ مايلز نائب رئيس مكتبة الجمعية الملكية  المخطوطة الأصلية ونقدها بشكل إيجابي في مراحل العمل الأولى ويعتبر من كتب الفهرس في الكتاب من مكتبة جامعة ادنبرة.

## النشر
تم نشر وتوزيع الكتاب والعام الذي تقاعد فيه جوثري  عام 1945 من العمل السريري. تم نشرة عن طريق توماس نيلسون وأولاده في بريطانيا بعد ذالك تم نشره بطبعه أمريكية ومن ثم تمت ترجمته بالغات الأخرى وهن اللغة الاسبانية 1947 واللغة الألمانية 1952 واللغة الايطالية 1966.

## استقبال
احتفظ جوثري بما لا يقل عن 53 ترجمه تمت مراجعتها باللغة الإنجليزية ولقد وضعها في سجل تم توصيلة إلى رفيقة هالدين فيلب تايت وتعتبر القصاصات في موجودة في منطقة لوثيان مستندات 2019 للخدمات الصحية.
تمت مراجعة الكتاب وتبين ان كل المراجعات جميعها مرضية وايضا تم مقارنة الكتاب بشكل جيد ببعض من الاعوام التي عاصرت الطب حينما توفرت الفرصة له ويعتبر تشارلز أحد من أهم الذين كتبو عن تاريخ الطب بشكل مبسط وكذالك مقدمة تاريخية عند جاريسونز.
أرسلت المجلة لان سيت والمجلة الطبية البريطانية إفادات جيدة وقدمت المجلة  الطبية توصياتها إلى كل الكادر الطبي معها ونشر كتاريخ لطب حيث انتقدتها بشكل سلبي بحيث أنها ركزت على عدة أسماء وأعوام غير صحيحة.ويعتبر هذا الانتقاد السلبي على لسان جورج روزين أي كان انه جوثري لايصح له مجال الطب وينبغي ان يكون في مجال الاجتماعي كما بينت المستندات الورقية له أي ان الانتقاد يعتبر بشكل خاص ويتبين من المراجعات حيث كان يومن انه لديه الافضليه في العمل منفردا.
لقد حظي الكتاب اهتمام كبير من شو بعد تدقيقه من قبل جورج برنارد حوالي 3000 كلمة في الاوبزرفر حيث أن شو كتب انه تأثر بالاختلاف الغير مباشر بين معرفته الخاصة ومعرفة غوثري.
لدكتور غوثري رحلة في داخلها تاريخ الطب تمت قراءتها بشكل علمي حيث تبلغ حوالي400 صفحة
أصبح الكتاب محط الأهمية وأوسعها عقب من أتمت مراجعته حوالي 3000 كلمة وكانت هذه المراجعة على يد جورج برنارد شو في منطقة الاوبرزرفر  حيث دون شو انه تلخبط بين فهمه لمعرفته ومعرفة غوثري أي كانت متميزة بالتناقض طبعا تعتبر عمل الطب لطبيب غوثري أي تكون على تاريخ الطب حيث يتكون من 400 صفحة  على صورة مقروءة وعلمية. ولقد القي هذا الانطباع انتقادا من جوثري وأطباء العظام والإعشاب ومداومة المثلية بسبب انه نسى ممارسة الطب البديل.ووضح ذالك انه على الدكتور شو يعتبر مهم أما عند الدكتور جوثري وضح انه يمكن لا يعرف أهميتهم ويعتبرهم اقل فكرة من كرامة تاريخ الطب. يوضح دكتور جوثري أن الدكتور شو أعطى انتقادا جديدا غير قديم ويعتبر جديد ومسلي للكتاب إي هذا يعتبر من حسن إدراكه أن انتقاد شو أعطت أهمية كبيره لملف التعريفي وشهرة الكتاب وبعدها اخط بعض كلمات تدل على تواضعه بما في معناه إي أن الكثيرون من الناس لا يوجد معهم ادني فكرة اهتمام بالنص والكاتب ووضح إي أنهم اشتروا الكتاب لأنه مرجعه دكتور شو أي انه لم يعطوا هميه بالموضوع النص وتم الاهتمام فقط بالقائل
تعتبر صحيفة جورنال اميركان في نيويورك إحدى الصحف اليومية تمت نشر مراجعة شو فيها وهذا م كان له الامر في انتشار الكتاب على عدد كبير من المنصتين للقراءة في أمريكا.
يحتوي الكتاب على أجزاء عن قيمة المراجعات وتلميحات المورخين حيث في سنة 1956 تم كتابة مقالا على يد جوثري مقالا يحمل عنوان في كتابة تاريخ الطب وبعدها تمت اضافتهه في كتاب جانوس في المدخل عام 1963.
في سنة 1958 تم توزيع طبعة بريطانية جيدة وحديثة وتم نشرها بعد أعاده طبعها خلال سنوات 1945و1946و1947 وأيضا تم نسخها ع نسخ أمريكية واسبانية وألمانية.
وبعد ذالك تم عمل جميع التعديلات الضرورية على النص وفي نفس الوقت تم تجميع عدد قليل من الملاحظات الطويلة عند اخر الكتاب كجز يتكون من عشر وريقات وتم إعادة طباعتة عام 1960.
من خلال الإجراءات التي اتخذها الناقد غوثري حيث عرف وأصبح مشهورا في عصر الطب حوالي العالم أثناء قيامه بتقديم جولات ومحاضرات وكل هذه الأحداث تم تسجيلها في الكتاب وعده دول منها أمريكا الوسطى 1994 وكذالك إفريقيا من 1951-1952 وأيضا أستراليا 1953 وبجانبها الولايات المتحدة خلال سنوات 1954 -1957 -1961.